# 八分音符

図1 幹が上向きの八分音符、幹が下向きの八分音符、八分休符

図2 桁により一緒になった4つの八分音符

八分音符（はちぶおんぷ、アメリカ英語：eighth note、イギリス英語：quaver）は、全音符の8分の1の長さで演奏される音符。これは十六分音符の2倍の長さであり、四分音符の半分の長さであり、二分音符の4分の1の長さであり、全音符の8分の1の長さであり、倍全音符の16分の1の長さであり、ロンガの32分の1の長さである。定量記譜法におけるfusaに相当する(Morehen and Rastell 2001)。
八分音符は楕円形で中黒の符頭と1つの符尾（はた）を持つ直線状の符幹からなる（図1参照）。符頭が五線譜の中線より下にある場合は、幹は符頭の右側に置かれ上に伸び、符頭が五線譜の中線上もしくはより上にある場合は、幹は符頭の左側に置かれ下に伸びる（器楽記譜法において）。声楽では、中線上の符頭は下向きではなく上向きに伸びる。関連する記号として八分休符があり、同じ長さの無音を表す(Anon. 2016)。
Unicodeでは、記号U+266A (♪) とU+266B (♫) がそれぞれ八分音符と八分音符のペアを表す。この2つの記号は1980年代初頭のコードページ437から継承されており、それぞれコード13とコード14が割り当てられていた。さらに、Unicode規格には日本語絵文字セットからも組み込まれた。上昇八分音符(U+1F39C, 🎜)、下降八分音符(U+1F39D, 🎝)、八分音符として一般的に描かれたグラフィカルな一般音符(U+1F3B5, 🎵)、3つの連結していない8分音符を並べたもの(U+1F3B6, 🎶)。 Unicodeの音楽記号ブロックは、八分音符のいくつかのバリエーションを含む。これらはコンピュータ化された記譜法で使われることを意図したバージョンである（グラフィカルなdingbatとは対照的に）。
3/8, 6/8, 9/8, 12/8の八分音符は、3つの旗をつなげて書かれる。1つの八分音符は常に旗をつけて書かれるが、2つ以上の八分音符は通常まとめて書かれる。(Gerou 1996, p. 211)。